# Tatiana Weston-Webb
Tatiana Weston-Webb (Porto Alegre, 9 de mayo de 1996) es una surfista brasileña.
Logró la medalla de oro en los Juegos Panamericanos de 2023 en shortboard.

## Palmarés internacional
| Juegos Olímpicos        | Juegos Olímpicos  | Juegos Olímpicos  | Juegos Olímpicos |
| Año                     | Lugar             | Medalla           | Prueba           |
| ----------------------- | ----------------- | ----------------- | ---------------- |
| 2024                    | París             | Medalla de plata  | Individual       |
| Juegos Panamericanos    |                   |                   |                  |
| Año                     | Lugar             | Medalla           | Prueba           |
| 2023                    | Santiago de Chile | Medalla de oro    | Shortboard       |
| ISA World Surfing Games |                   |                   |                  |
| Año                     | Lugar             | Medalla           | Prueba           |
| 2019                    | Miyazaki          | Medalla de oro    | Equipo           |
| 2023                    | Surf City         | Medalla de oro    | Individual       |
| 2023                    | Surf City         | Medalla de bronce | Equipo           |
| 2024                    | Arecibo           | Medalla de oro    | Equipo           |
| 2024                    | Arecibo           | Medalla de plata  | Individual       |